# Loudness
Loudness es una banda japonesa de heavy metal formada en 1981 por el guitarrista Akira Takasaki y el baterista Munetaka Higuchi. 
Loudness fue la primera banda japonesa de heavy metal con difusión en Europa y los Estados Unidos, alcanzando incluso el top 100 en las listas Billboard. 
El grupo acostumbra mezclar letras en idioma japonés e inglés en una misma canción, aunque también realizaron discos grabados solo en inglés.
Akira Takasaki es considerado como uno de los mejores guitarristas de Japón.

## Biografía
Su primer disco fue lanzado en 1981 y se tituló The Birthday Eve, el cual no obtuvo muy buenos resultados, especialmente por la escasa popularidad del género en ese entonces en Japón. 
Este álbum fue seguido por Devil Soldier, editado en 1982 por Nippon Columbia, este disco fue lanzado en Holanda por el sello independiente Megaton.
En 1983, después de grabar su tercer álbum, The Law of Devil's Land, hicieron su primera gira por Norteamérica, seguida por una gira europea. 
Este disco fue editado en Europa por el sello Roadrunner, al igual que el cuarto LP, Disillusion.
Finalmente, en 1985, lograron un contrato con Atlantic Records. 
Su quinto álbum, Thunder in the East, se convirtió en un trabajo bastante exitoso, alcanzando el #74 en las listas Billboard. 
Contenía la canción "Crazy Nights", que se convirtió en un éxito y la canción insignia de la agrupación. En este disco, todas las canciones eran interpretadas en inglés.
Su siguiente álbum, Lightning Strikes, alcanzó el puesto #64 y los convirtió en una banda famosa a nivel mundial, compartiendo escenario con agrupaciones como Mötley Crüe, AC/DC, Poison y Stryper. 
En 1988, Niihara fue despedido de la banda y reemplazado por el vocalista norteamericano Mike Vescera. 
Juntos grabaron dos discos, Soldier of Fortune (1989) y On the Prowl (1991). Sin embargo, en 1991, Vescera es reemplazado por el japonés Masaki Yamada.
Tras esto la popularidad de Loudness a nivel mundial decrece, limitando su actividad mayormente a su país.
La alineación original de la banda se reunió en 2001 para celebrar su vigésimo aniversario, dando como resultado la edición del álbum Spiritual Canoe.
El baterista y miembro original Munetaka Higuchi falleció en noviembre de 2008 a causa de un cáncer terminal, siendo reemplazado por Masayuki Suzuki.

## Miembros
- Minoru Niihara - Vocalista
- Akira Takasaki - Guitarra
- Masayoshi Yamashita - Bajo
- Masayuki Suzuki - Batería

## Discografía

### Álbumes de estudio
- The Birthday Eve (1981)
- Devil Soldier (1982)
- The Law of Devil's Land (1983)
- Disillusion (1984)
- Thunder in the East (1985)
- Lightning Strikes (1986)
- Hurricane Eyes (1987)
- Soldier of Fortune (1989)
- On the Prowl (1991)
- Loudness (1992)
- Heavy Metal Hippies (1994)
- Ghetto Machine (1997)
- Dragon (1998)
- Engine (1999)
- Spiritual Canoe (2001)
- The Pandemonium (2001)
- Biosphere (2002)
- Terror (2004)
- Racing (2004)
- Breaking the Taboo (2006)
- Metal Mad (2008)
- The Everlasting (2009)
- King of Pain (2010)
- Eve to Dawn (2011)
- 2012 (2012)
- The Sun Will Rise Again (2014)
- Rise to Glory (2018)
- Sunburst (2021)

### EP
- Road Racer (1983)
- Odin (1985)
- Risky Woman (1986)
- Jealousy (1988)
- Crazy Samurai (2004)
- The Battleship Musashi (2005)

### Álbumes en vivo
- Live-Loud-Alive: Loudness in Tokyo (1983)
- Live in chicago (1985)
- 8186 Live (1986)
- Eurobounds (1986)
- Once And for All (1993)
- Loud 'n Raw (1995)
- Loudness Live 2002 (2002)
- The Soldier's Just Came Back (2002)
- Live Terror (2004)